# امپاندرا
امپاندرا (به لاتین: Ampondra) یک سکونتگاه مسکونی در ماداگاسکار است که در ساوا (ماداگاسکار) واقع شده‌است.

## خصوصیات
امپاندرا ۱۲٬۰۰۰ نفر جمعیت دارد و ۳۳ متر بالاتر از سطح دریا واقع شده‌است.